# Urban Strand
Hans Urban Strand, född 30 juni 1950 i Trollhättan, är en svensk tidigare barnskådespelare.
Efter rollen som Niklas Melkersson i Saltkråkan-filmerna blev Strand marknadschef.

## Filmografi
- 1964 – Vi på Saltkråkan (TV-serie)
- 1964 – Tjorven, Båtsman och Moses
- 1965 – Tjorven och Skrållan